# Platystele ingramii
Platystele ingramii là một loài thực vật có hoa trong họ Lan. Loài này được Luer & Dalström miêu tả khoa học đầu tiên năm 1996.